# Réka Gyurátz
Réka Gyurátz (* 31. Mai 1996 in Szombathely) ist eine ungarische Leichtathletin, die sich auf den Hammerwurf spezialisiert hat.

## Sportliche Laufbahn
2012 nahm Réka Gyurátz an den Juniorenweltmeisterschaften in Barcelona teil und belegte dort den achten Platz. 2013 gewann sie bei den Jugendweltmeisterschaften in Donezk mit neuem Meisterschaftsrekord die Goldmedaille. Zudem gewann sie bei den Junioreneuropameisterschaften in Rieti die Silbermedaille. Auch ein Jahr später gewann sie Silber bei den Juniorenweltmeisterschaften in Eugene. Sie qualifizierte sich auch für die Europameisterschaften in Zürich, bei denen sie in der Qualifikation ausschied. 2015 belegte sie bei den Junioreneuropameisterschaften im schwedischen Eskilstuna den fünften Platz. Bei den Weltmeisterschaften in Peking schied sie mit 68,26 Metern in der Qualifikation aus.
2017 verpasste sie bei den U23-Europameisterschaften in Bydgoszcz mit 66,67 m als Vierte nur knapp eine Medaille. Es folgte die Teilnahme an den Weltmeisterschaften in London, bei denen sie mit 67,48 m in der Qualifikation ausschied. Wenige Wochen später gelangte sie bei den Studentenweltspielen auf Taiwan mit 64,14 m auf den neunten Platz, wie auch bei den Europameisterschaften in Berlin im Jahr darauf mit einer Weite von 70,48 m. 2019 nahm sie erneut an der Sommer-Universiade in Neapel teil und wurde dort mit 69,51 m Vierte. Ende September schied sie dann bei den Weltmeisterschaften in Doha mit 67,41 m in der Qualifikation aus. 2021 startete sie erstmals bei den Olympischen Sommerspielen in Tokio, verpasste dort aber mit 66,48 m den Finaleinzug.
2022 belegte sie bei den Europameisterschaften in München mit 69,02 m den siebten Platz und im Jahr darauf wurde sie bei der 2. Liga der Team-Europameisterschaft im Rahmen der Europaspiele in Chorzów mit 67,15 m Zweite. Anschließend schied sie bei den Weltmeisterschaften in Budapest mit 66,81 m in der Qualifikationsrunde aus. 2024 gelangte sie bei den Europameisterschaften in Rom mit 66,68 m auf Rang zwölf, ehe sie bei den Olympischen Sommerspielen in Paris mit 64,77 m den Finaleinzug verpasste.
In den Jahren von 2016 bis 2024 wurde Gyurátz jedes Jahr ungarische Meisterin im Hammerwurf.